# Arado Ar 232
Арадо Ar 232 «Сороконожка» (нем. Arado Ar 232 "Tausendfüßler") — немецкий военно-транспортный самолёт, сконструированный и построенный в небольшом количестве экземпляров немецкой фирмой Arado во время Второй мировой войны.
Первый полёт совершил в 28 июня 1942 года. Всего было произведено 22 самолёта Ar-232 в виде модификаций «А» (двухмоторный самолёт) и «В» (четырёхмоторный)

## Конструкция
Один из первых военно-транспортных самолётов, спроектированных для этой цели с чистого листа.
Высокоплан, с двумя или четырьмя поршневыми моторами. Двухкилевое оперение.
Применено интересное техническое решение: мощная погрузочная рампа в хвосте самолёта открывалась гидравлическим приводом и поднимала самолёт в горизонтальное «полётное положение», что сильно облегчало его загрузку (впервые применена на Ju 90).
Весьма интересным было шасси: для эксплуатации с хороших аэродромов самолёт снабдили обычным трехстоечным шасси (с носовой стойкой), а для полетов с неподготовленных площадок — 22 небольшими колесами (низкого давления) под фюзеляжем.

## Служба и боевое применение
Осенью 1942 года два Ar 232 привлекались к снабжению немецких войск под Сталинградом, летали вплоть до капитуляции армии Паулюса. Ar 232 также привлекались для перевозки грузов в Норвегию.
Два Ar 232 стали британскими трофеями в конце войны.

## Варианты модификации
- Ar 232 V1 & V2 — Ar 232A, прототипы и экспериментальные самолёты, оснащенные двумя двигателями BMW 801A / B мощностью 1,193 кВт (1600 л. с.).

- Ar 232 V3 & V4 — Ar 232B, прототипы и экспериментальные самолёты, оснащенные четырьмя двигателями BMW Bramo 323R-2 Fafnir.
- Ar 232A — предсерийные самолёты, используемые для эксплуатационных испытаний, оснащенные двумя двигателями BMW801, выпущено всего десять самолётов данной серии.
- Ar 232B — первый серийный самолёт, оснащенный четырьмя двигателями Bramo 323 Fafnir, выпущено десять самолётов данной серии под индексом Ar 232B-0.
- Ar 232C — переработанная версия, взамен алюминия использовалась древесина для наружных секций крыла и поверхностей хвостового оперения.
- Ar 432 — переименованная предсерийная версия Ar 232C.
- Ar 532 — проект, увеличенный шестимоторный вариант Ar 432.
- Ar 632 — проект, увеличенный шестимоторный вариант Ar 432, отличавшийся от проекта Ar 532 размахом крыльев.

## Тактико-технические характеристики
Приведённые ниже характеристики соответствуют модификации Ar 232B:

### Технические характеристики
- Экипаж: 4 человека
- Длина: 23,52 м
- Размах крыла: 33,50 м
- Высота: 5,69 м
- Площадь крыла: 142,6 м²
- Масса пустого: 12 780 кг
- Максимальная взлётная масса: 21 150 кг
- Двигатели: 4× BMW Bramo 323 R-2 Fafnir 9-цилиндровых радиальных
- Мощность: 4× 1200 л. с. (895 кВт)

### Лётные характеристики
- Максимальная скорость: 308 км/ч на высоте 4000 м
- Крейсерская скорость: 290 км/ч на высоте 2000 м
- Практическая дальность: 1062 км
- Практический потолок: 6900 м

### Вооружение
- Пулемётно-пушечное:
  - 1× пулемёт MG 131 в носовой части
  - 1× пушка MG 151 в верхней фюзеляжной турели EDL 151
  - 1-2× пулемёта MG 131 в хвостовой части
  - 8× пулемётов в боковых окнах (использовались десантниками) MG 34